# Pobasso

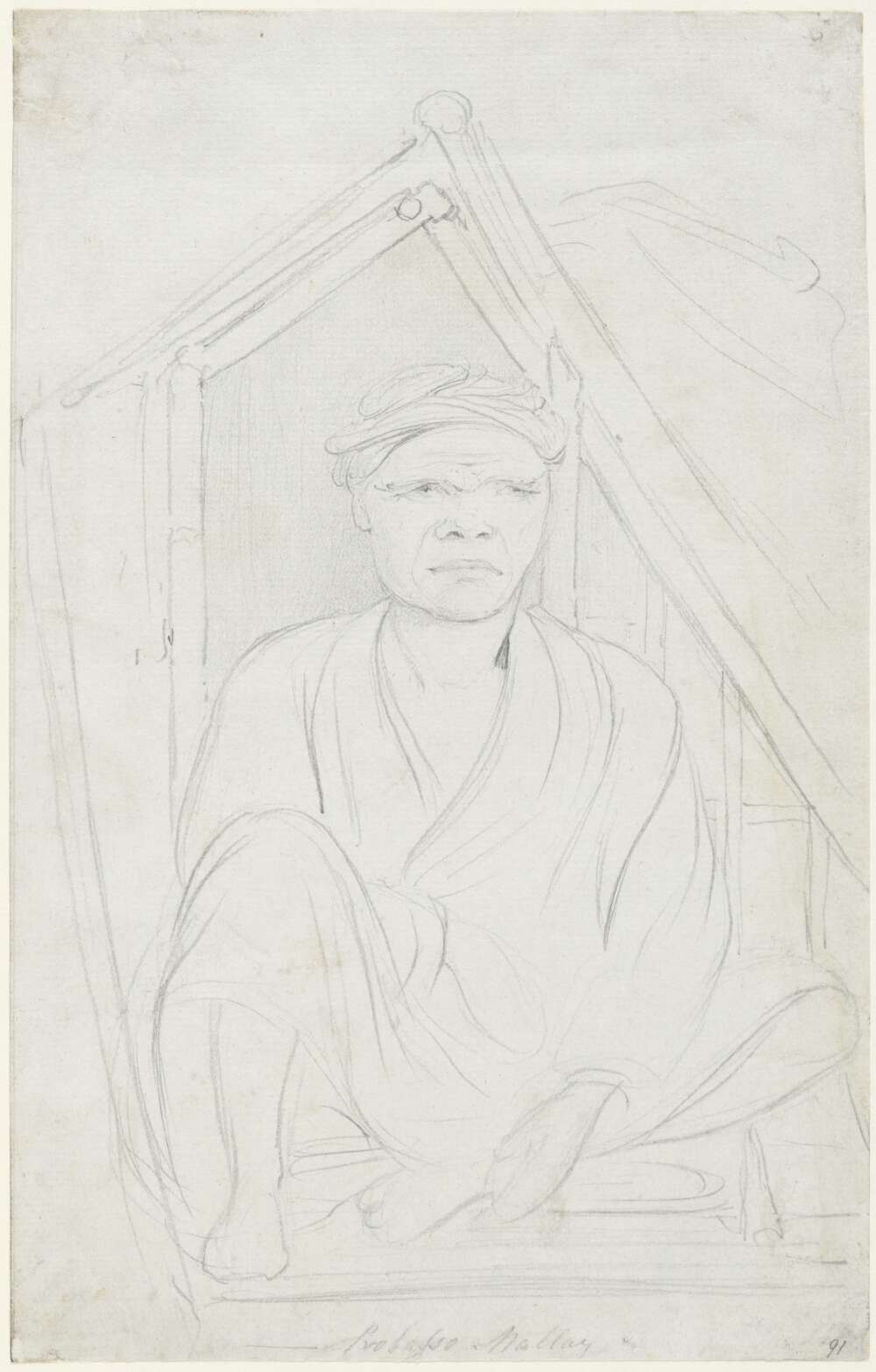
Un dibujo de Probasso de William Westall a bordo del barco de Matthew Flinders, el Investigator

Pobasso, también deletreado Probasso o Pobassoo, era el jefe de una división de la flota de  Makassan en aguas entre el norte de Australia y Indonesia a fines del siglo XVIII y principios del siglo XIX. La flota traficaba con  trepang, o sea pepino de mar, cambiándolo en China. Pobasso fue un informante clave sobre las primeras relaciones de Makassan con los pueblos indígenas de Australia antes del acuerdo europeo.

## Contacto con Flinders
En su viaje de 1803 componiendo el mapa de la línea de costa de Terra Australis Ignota,  Capitán Matthew Flinders se encontró con seis buques Perahu el 17 de febrero en las Islas de la Compañía Inglesa 'Malay Road, al norte de la Tierra de Arnhem. Pensando que eran piratas chinos se acercó con precaución. Pobasso, a quien Flinders describió como un hombre bajo y anciano y otros cinco jefes, subió a bordo del barco de Finders, el Investigator, comunicándose a través del chef del barco, que era un  malayo. Flinders también fue a bordo del barco de Pobasso.
Pobasso elaboró descubridores en su flota. Dijo que su comandante en jefe era un hombre llamado Salloo y que era propiedad del Rajah de  Boni. Se jactó de divisiones separadas que totalizan 60 perahu y 1000 tripulantes. Cada perahu era de 25 toneladas con una tripulación de 20 a 25 hombres. Dijo que había realizado al menos seis viajes a la costa australiana durante más de 20 años y fue el primero en hacerlo. No tenían conocimiento de ningún asentamiento europeo en Australia y cuando Flinders le habló acerca de Port Jackson, el hijo de Pobasso tomó notas sobre el acuerdo en «caracteres extranjeros,  escribir de izquierda a derecha». También afirmó que nunca había visto otro barco extranjero en las aguas de la costa norte de Australia.
La flota de Pobasso no tenía gráficos ni pudieron hacer observaciones astronómicas. No tenían herramientas de navegación distintas de una pequeña brújula. Llevaban un mes de suministro de agua en las juntas de bambú, así como pescado seco, coco, arroz y carne de ave. Flinders notó que Pobasso llevaba dos pequeñas armas de bronce, obtenidas de las Indias Orientales Neerlandesas. Los otros jefes también estaban armados, cada uno con una daga corta o kris.
Pobasso advirtió que su flota «a veces tuvo escaramuzas con los  habitantes nativos de la costa». Anteriormente había sido herido con una lanza en la rodilla por lo que advirtió a Flinders, «ten cuidado con los nativos».
Fue dibujado por el artista William Westall que estaba a bordo del Investigator.
Pobasso retrasó un día su viaje para pasar más tiempo con Flinders, aceptando obsequios de herramientas de hierro y una carta escrita en inglés para mostrar a cualquier otro barco que pudiera encontrar en sus viajes.
Flinders nombró una isla con el nombre de Pobasso, Isla Pobassoo.